# Texenna
Texenna es un municipio (baladiyah) de la provincia o valiato de Jijel en Argelia. En abril de 2008 tenía una población censada de 15 682 habitantes.
Se encuentra ubicado al noreste del país, junto a la costa del mar Mediterráneo y al este de la capital del país, Argel, y de la región de Cabilia.